# 北海道中学校一覧
北海道中学校一覧（ほっかいどうちゅうがっこういちらん）は、北海道の中学校、中等教育学校（前期課程）および義務教育学校（後期課程）の一覧。

## 国立中学校

### 石狩振興局

#### 札幌市北区
- 北海道教育大学附属札幌中学校

### 渡島総合振興局

#### 函館市
- 北海道教育大学附属函館中学校

### 上川総合振興局

#### 旭川市
- 北海道教育大学附属旭川中学校

### 釧路総合振興局

#### 釧路市
- 北海道教育大学附属釧路義務教育学校

## 公立中学校・中等教育学校・義務教育学校

### 石狩振興局

#### 札幌市中央区
- 札幌市立中央中学校
- 札幌市立中島中学校
- 札幌市立向陵中学校
- 札幌市立柏中学校
- 札幌市立啓明中学校
- 札幌市立伏見中学校
- 札幌市立山鼻中学校
- 札幌市立宮の森中学校
- 札幌市立星友館中学校

#### 札幌市北区
- 札幌市立あいの里東中学校
- 札幌市立上篠路中学校
- 札幌市立篠路中学校
- 札幌市立篠路西中学校
- 札幌市立太平中学校
- 札幌市立屯田中央中学校
- 札幌市立屯田北中学校
- 札幌市立新琴似中学校
- 札幌市立新琴似北中学校
- 札幌市立光陽中学校
- 札幌市立新川中学校
- 札幌市立新川西中学校
- 札幌市立北辰中学校
- 札幌市立北陽中学校

#### 札幌市東区
- 市立札幌開成中等教育学校（中等教育学校）
- 札幌市立丘珠中学校
- 札幌市立義務教育学校福移学園（義務教育学校）
- 札幌市立栄中学校
- 札幌市立栄町中学校
- 札幌市立栄南中学校
- 札幌市立札苗北中学校
- 札幌市立札苗中学校
- 札幌市立札幌中学校
- 札幌市立東栄中学校
- 札幌市立北栄中学校
- 札幌市立美香保中学校
- 札幌市立明園中学校
- 札幌市立元町中学校

#### 札幌市白石区
- 札幌市立幌東中学校
- 札幌市立白石中学校
- 札幌市立日章中学校
- 札幌市立柏丘中学校
- 札幌市立東白石中学校
- 札幌市立北白石中学校
- 札幌市立北都中学校
- 札幌市立米里中学校

#### 札幌市豊平区
- 札幌市立平岸中学校のぞみ分校
- 札幌市立あやめ野中学校
- 札幌市立月寒中学校
- 札幌市立中の島中学校
- 札幌市立西岡中学校
- 札幌市立西岡北中学校
- 札幌市立八条中学校
- 札幌市立東月寒中学校
- 札幌市立羊丘中学校
- 札幌市立陵陽中学校
- 札幌市立平岸中学校

#### 札幌市南区
- 札幌市立石山中学校
- 札幌市立義務教育学校定山渓学園（義務教育学校）
- 札幌市立澄川中学校
- 札幌市立常盤中学校
- 札幌市立藤野中学校
- 札幌市立真駒内中学校
- 札幌市立真駒内曙中学校
- 札幌市立簾舞中学校
- 札幌市立南が丘中学校
- 札幌市立藻岩中学校

#### 札幌市西区
- 札幌市立琴似中学校
- 札幌市立西陵中学校
- 札幌市立手稲東中学校
- 札幌市立西野中学校
- 札幌市立八軒中学校
- 札幌市立八軒東中学校
- 札幌市立発寒中学校
- 札幌市立福井野中学校
- 札幌市立宮の丘中学校
- 札幌市立陵北中学校

#### 札幌市厚別区
- 札幌市立信濃中学校
- 札幌市立もみじ台中学校
- 札幌市立青葉中学校
- 札幌市立厚別中学校
- 札幌市立厚別南中学校
- 札幌市立上野幌中学校
- 札幌市立厚別北中学校

#### 札幌市手稲区
- 札幌市立稲積中学校
- 札幌市立稲穂中学校
- 札幌市立新陵中学校
- 札幌市立手稲中学校
- 札幌市立手稲西中学校
- 札幌市立稲陵中学校
- 札幌市立星置中学校
- 札幌市立前田中学校
- 札幌市立前田北中学校

#### 札幌市清田区
- 札幌市立真栄中学校
- 札幌市立清田中学校
- 札幌市立平岡中学校
- 札幌市立平岡中央中学校
- 札幌市立平岡緑中学校
- 札幌市立北野台中学校
- 札幌市立北野中学校

#### 江別市
- 江別市立江別第一中学校
- 江別市立江別第二中学校
- 江別市立江別第三中学校
- 江別市立野幌中学校
- 江別市立大麻中学校
- 江別市立大麻東中学校
- 江別市立江陽中学校
- 江別市立中央中学校

#### 北広島市
- 北広島市立西部中学校
- 北広島市立西の里中学校
  - 北広島市立西の里中学校陽香分校
- 北広島市立東部中学校
- 北広島市立大曲中学校
- 北広島市立広葉中学校
- 北広島市立緑陽中学校

#### 恵庭市
- 恵庭市立恵庭中学校
- 恵庭市立恵北中学校
- 恵庭市立恵明中学校
- 恵庭市立柏陽中学校
- 恵庭市立恵み野中学校

#### 千歳市
- 千歳市立青葉中学校
- 千歳市立駒里中学校
- 千歳市立向陽台中学校
- 千歳市立千歳中学校
- 千歳市立富丘中学校
- 千歳市立東千歳中学校
- 千歳市立北進中学校
- 千歳市立北斗中学校
- 千歳市立勇舞中学校

#### 石狩市
- 石狩市立石狩中学校
- 石狩市立樽川中学校
- 石狩市立花川中学校
- 石狩市立花川南中学校
- 石狩市立花川北中学校
- 石狩市立厚田学園
- 石狩市立浜益中学校

#### 石狩郡
- 当別町立とうべつ学園
- 当別町立西当別中学校
- 新篠津村立新篠津中学校

### 渡島総合振興局

#### 函館市
- 函館市立青柳中学校
- 函館市立本通中学校
- 函館市立巴中学校
- 函館市立五稜郭中学校
- 函館市立港中学校
- 函館市立深堀中学校
- 函館市立湯川中学校
- 函館市立戸倉中学校
- 函館市立旭岡中学校
- 函館市立鱒川中学校
- 函館市立北中学校
- 函館市立赤川中学校
- 函館市立桔梗中学校
- 函館市立亀田中学校
- 函館市立恵山中学校
- 函館市立南茅部中学校
- 函館市立戸井学園
- 函館市立銭亀沢中学校
- 函館市立椴法華中学校

#### 北斗市
- 北斗市立石別中学校
- 北斗市立上磯中学校
- 北斗市立浜分中学校
- 北斗市立茂辺地中学校
- 北斗市立大野中学校

#### 松前郡
- 松前町立松前中学校
- 松前町立大島中学校
- 福島町立福島中学校

#### 上磯郡
- 知内町立知内中学校
- 木古内町立木古内中学校

#### 亀田郡
- 七飯町立七飯中学校
- 七飯町立大中山中学校
- 七飯町立大沼岳陽学校
  - 七飯町立大沼岳陽学校鈴蘭谷分校

#### 茅部郡
- 鹿部町立鹿部中学校
- 森町立森中学校
- 森町立砂原中学校

#### 二海郡
- 八雲町立落部中学校
- 八雲町立野田生中学校
- 八雲町立八雲中学校
- 八雲町立熊石中学校

#### 山越郡
- 長万部町立長万部中学校

### 檜山振興局

#### 檜山郡
- 江差町立江差中学校
- 江差町立江差北中学校
- 上ノ国町立上ノ国中学校
- 厚沢部町立厚沢部中学校

#### 爾志郡
- 乙部町立乙部中学校

#### 久遠郡
- せたな町立瀬棚中学校
- せたな町立北檜山中学校
- せたな町立大成中学校

#### 奥尻郡
- 奥尻町立奥尻中学校

#### 瀬棚郡
- 今金町立今金中学校

### 後志総合振興局

#### 小樽市
- 小樽市立忍路中学校
- 小樽市立長橋中学校
- 小樽市立北陵中学校
- 小樽市立西陵中学校
- 小樽市立菁園中学校
- 小樽市立松ヶ枝中学校
- 小樽市立向陽中学校
- 小樽市立潮見台中学校
- 小樽市立桜町中学校
- 小樽市立望洋台中学校
- 小樽市立朝里中学校
- 小樽市立銭函中学校

#### 島牧郡
- 島牧村立島牧中学校

#### 寿都郡
- 寿都町立寿都中学校
- 黒松内町立黒松内中学校
- 黒松内町立白井川中学校

#### 磯谷郡
- 蘭越町立蘭越中学校

#### 虻田郡
- ニセコ町立ニセコ中学校
- 真狩村立真狩中学校
- 留寿都村立留寿都中学校
- 喜茂別町立喜茂別中学校
- 京極町立京極中学校
- 倶知安町立倶知安中学校

#### 岩内郡
- 共和町立共和中学校
- 岩内町立第一中学校
- 岩内町立第二中学校

#### 古宇郡
- 泊村立泊中学校
- 神恵内村立神恵内中学校

#### 積丹郡
- 積丹町立美国中学校

#### 古平郡
- 古平町立古平中学校

#### 余市郡
- 仁木町立仁木中学校
- 仁木町立銀山中学校
- 余市町立東中学校
- 余市町立旭中学校
- 余市町立西中学校
- 赤井川村立赤井川中学校

### 空知総合振興局

#### 夕張市
- 夕張市立夕張中学校

#### 岩見沢市
- 岩見沢市立東光中学校
- 岩見沢市立光陵中学校
- 岩見沢市立緑中学校
- 岩見沢市立豊中学校
- 岩見沢市立上幌向中学校
- 岩見沢市立清園中学校
- 岩見沢市立明成中学校
- 岩見沢市立くりさわ学舎（義務教育学校）
- 岩見沢市立美流渡中学校
- 岩見沢市立北村中学校

#### 美唄市
- 美唄市立美唄中学校
- 美唄市立東中学校

#### 芦別市
- 芦別市立芦別中学校
- 芦別市立啓成中学校

#### 赤平市
- 赤平市立赤平中学校

#### 三笠市
- 三笠市立三笠中学校
- 三笠市立萱野中学校

#### 滝川市
- 滝川市立江陵中学校
- 滝川市立明苑中学校
- 滝川市立開西中学校

#### 砂川市
- 砂川市立砂川中学校

#### 歌志内市
- 歌志内市立歌志内学園（義務教育学校）

#### 深川市
- 深川市立深川中学校
- 深川市立一已中学校

#### 空知郡
- 南幌町立南幌中学校
- 奈井江町立奈井江中学校
- 上砂川町立上砂川中学校

#### 夕張郡
- 由仁町立由仁中学校
- 長沼町立長沼中学校
- 栗山町立栗山中学校

#### 樺戸郡
- 月形町立月形中学校
- 浦臼町立浦臼中学校
- 新十津川町立新十津川中学校

#### 雨竜郡
- 妹背牛町立妹背牛中学校
- 秩父別町立秩父別中学校
- 雨竜町立雨竜中学校
- 北竜町立北竜中学校
- 沼田町立沼田中学校

### 上川総合振興局

#### 旭川市
- 旭川市立旭川中学校
- 旭川市立愛宕中学校
- 旭川市立江丹別中学校
- 旭川市立神楽中学校
- 旭川市立神居中学校
- 旭川市立神居東中学校
- 旭川市立啓北中学校
- 旭川市立光陽中学校
- 旭川市立広陵中学校
- 旭川市立桜岡中学校
- 旭川市立春光台中学校
- 旭川市立中央中学校
- 旭川市立忠和中学校
- 旭川市立東光中学校
- 旭川市立東明中学校
- 旭川市立東陽中学校
- 旭川市立永山中学校
- 旭川市立永山南中学校
- 旭川市立西神楽中学校
- 旭川市立東鷹栖中学校
- 旭川市立北星中学校
- 旭川市立北門中学校
- 旭川市立緑が丘中学校
- 旭川市立明星中学校
- 旭川市立六合中学校

#### 士別市
- 士別市立士別中学校
- 士別市立士別南中学校
- 士別市立上士別中学校
- 士別市立温根別中学校
- 士別市立朝日中学校

#### 名寄市
- 名寄市立名寄中学校
- 名寄市立名寄東中学校
- 名寄市立智恵文中学校
- 名寄市立風連中学校

#### 富良野市
- 富良野市立富良野東中学校
- 富良野市立富良野西中学校
- 富良野市立麓郷中学校
- 富良野市立樹海学校

#### 石狩国上川郡
- 鷹栖町立鷹栖中学校
- 東神楽町立東神楽中学校
- 当麻町立当麻中学校
- 比布町立比布中央学校
- 愛別町立愛別中学校
- 上川町立上川中学校
- 東川町立東川中学校
- 美瑛町立美瑛中学校
- 美瑛町立美馬牛中学校

#### 空知郡
- 上富良野町立上富良野中学校
- 中富良野町立中富良野中学校
- 南富良野町立南富良野中学校
- 占冠村立占冠中学校
- 占冠村立トマム学校

#### 天塩国上川郡
- 和寒町立和寒中学校
- 剣淵町立剣淵中学校
- 下川町立下川中学校

#### 天塩国中川郡
- 美深町立美深中学校
- 美深町立仁宇布中学校
- 音威子府村立音威子府小中学校
- 中川町立中川中学校

#### 雨竜郡
- 幌加内町立幌加内中学校

### 留萌振興局

#### 留萌市
- 留萌市立留萌中学校
- 留萌市立港南中学校

#### 留萌郡
- 小平町立小平中学校

#### 増毛郡
- 増毛町立増毛中学校

#### 苫前郡
- 苫前町立苫前中学校
- 羽幌町立羽幌中学校
- 羽幌町立天売中学校
- 初山別村立初山別中学校

#### 天塩郡
- 遠別町立遠別中学校
- 天塩町立天塩中学校

### 宗谷総合振興局

#### 稚内市
- 稚内市立稚内中学校
- 稚内市立稚内南中学校
- 稚内市立稚内東中学校
- 稚内市立宗谷中学校
- 稚内市立潮見が丘中学校
- 稚内市立天北小中学校
- 稚内市立増幌小中学校

#### 宗谷郡
- 猿払村立拓心中学校

#### 枝幸郡
- 浜頓別町立浜頓別中学校
- 中頓別町立中頓別中学校
- 枝幸町立枝幸中学校
- 枝幸町立枝幸南中学校
- 枝幸町立歌登中学校

#### 天塩郡
- 豊富町立豊富中学校
- 豊富町立兜沼中学校
- 幌延町立幌延中学校
- 幌延町立問寒別中学校

#### 礼文郡
- 礼文町立香深中学校
- 礼文町立船泊中学校

#### 利尻郡
- 利尻町立利尻中学校
- 利尻富士町立鬼脇中学校
- 利尻富士町立鴛泊中学校

### オホーツク総合振興局

#### 北見市
- 北見市立相内中学校
- 北見市立上常呂中学校
- 北見市立北中学校
- 北見市立小泉中学校
- 北見市立高栄中学校
- 北見市立光西中学校
- 北見市立東陵中学校
- 北見市立北光中学校
- 北見市立東相内中学校
- 北見市立南中学校
- 北見市立おんねゆ学園
- 北見市立留辺蘂中学校
- 北見市立端野中学校
- 北見市立常呂中学校

#### 網走市
- 網走市立第一中学校
- 網走市立第二中学校
- 網走市立第三中学校
- 網走市立第四中学校
- 網走市立第五中学校
- 網走市立呼人中学校

#### 紋別市
- 紋別市立紋別中学校
- 紋別市立潮見中学校
- 紋別市立渚滑中学校

#### 網走郡
- 大空町立女満別中学校
- 大空町立東藻琴中学校
- 美幌町立北中学校
- 美幌町立美幌中学校
- 津別町立津別中学校

#### 斜里郡
- 斜里町立知床ウトロ学校（義務教育学校）
- 斜里町立斜里中学校
- 清里町立清里中学校
- 小清水町立小清水中学校

#### 常呂郡
- 訓子府町立訓子府中学校
- 置戸町立置戸中学校
- 佐呂間町立佐呂間中学校

#### 紋別郡
- 遠軽町立遠軽中学校
  - 遠軽町立遠軽中学校望の岡分校
- 遠軽町立南中学校
- 遠軽町立丸瀬布中学校
- 遠軽町立生田原中学校
- 遠軽町立安国中学校
- 遠軽町立白滝中学校
- 湧別町立ゆうべつ学園（義務教育学校）
- 湧別町立上湧別学園（義務教育学校）
- 湧別町立芭露学園（義務教育学校）
- 滝上町立滝上中学校
- 興部町立興部中学校
- 西興部村立西興部中学校
- 雄武町立雄武中学校

### 胆振総合振興局

#### 室蘭市
- 室蘭市立室蘭西中学校
- 室蘭市立港北中学校
- 室蘭市立桜蘭中学校
- 室蘭市立星蘭中学校
- 室蘭市立翔陽中学校
- 室蘭市立東明中学校
- 室蘭市立白蘭学園（義務教育学校）

#### 登別市
- 北海道登別明日中等教育学校
- 登別市立西陵中学校
- 登別市立登別中学校
- 登別市立幌別中学校
- 登別市立緑陽中学校
- 登別市立鷲別中学校

#### 苫小牧市
- 苫小牧市立苫小牧東中学校
- 苫小牧市立明野中学校
- 苫小牧市立植苗小中学校
- 苫小牧市立開成中学校
- 苫小牧市立啓明中学校
- 苫小牧市立啓北中学校
  - 苫小牧市立啓北中学校山なみ分校
- 苫小牧市立光洋中学校
- 苫小牧市立沼ノ端中学校
- 苫小牧市立ウトナイ中学校
- 苫小牧市立明倫中学校
- 苫小牧市立勇払中学校
- 苫小牧市立凌雲中学校
- 苫小牧市立緑陵中学校
- 苫小牧市立和光中学校
- 苫小牧市立青翔中学校

#### 伊達市
- 伊達市立大滝徳舜瞥学校
- 伊達市立光陵中学校
- 伊達市立伊達中学校
- 伊達市立星の丘中学校

#### 虻田郡
- 豊浦町立豊浦中学校
- 洞爺湖町立虻田中学校
- 洞爺湖町立洞爺中学校

#### 有珠郡
- 壮瞥町立壮瞥中学校

#### 白老郡
- 白老町立白老中学校
- 白老町立白翔中学校

#### 勇払郡
- 安平町立追分中学校
- 安平町立早来学園
- 厚真町立厚真中学校
- 厚真町立厚南中学校
- むかわ町立穂別中学校
- むかわ町立鵡川中学校

### 日高振興局

#### 沙流郡
- 日高町立富川中学校
- 日高町立門別中学校
- 日高町立日高中学校
- 平取町立平取中学校
- 平取町立振内中学校

#### 新冠郡
- 新冠町立新冠中学校

#### 日高郡
- 新ひだか町立静内中学校
- 新ひだか町立静内第三中学校
- 新ひだか町立三石中学校

#### 浦河郡
- 浦河町立浦河第一中学校
- 浦河町立浦河第二中学校
- 浦河町立荻伏中学校

#### 様似郡
- 様似町立様似中学校

#### 幌泉郡
- えりも町立えりも中学校

### 十勝総合振興局

#### 帯広市
- 帯広市立大空学園義務教育学校
- 帯広市立帯広第一中学校
- 帯広市立帯広第二中学校
- 帯広市立翔陽中学校
- 帯広市立帯広第四中学校
- 帯広市立帯広第五中学校
- 帯広市立帯広第七中学校
- 帯広市立帯広第八中学校
- 帯広市立川西中学校
- 帯広市立清川中学校
- 帯広市立西陵中学校
- 帯広市立南町中学校
- 帯広市立八千代中学校
- 帯広市立緑園中学校

#### 河東郡
- 音更町立音更中学校
- 音更町立共栄中学校
- 音更町立駒場中学校
- 音更町立下音更中学校
- 音更町立緑南中学校
- 士幌町立士幌町中央中学校
- 上士幌町立上士幌中学校
- 鹿追町立瓜幕中学校
- 鹿追町立鹿追中学校

#### 十勝国上川郡
- 新得町立屈足中学校
- 新得町立新得中学校
- 新得町立富村牛小中学校
- 清水町立清水中学校
- 清水町立御影中学校

#### 河西郡
- 芽室町立上美生中学校
- 芽室町立芽室中学校
- 芽室町立芽室西中学校
- 中札内村立中札内中学校
- 更別町立更別中央中学校

#### 広尾郡
- 大樹町立大樹中学校
- 広尾町立広尾中学校

#### 十勝国中川郡
- 幕別町立札内中学校
- 幕別町立札内東中学校
- 幕別町立糠内中学校
- 幕別町立幕別中学校
- 幕別町立忠類中学校
- 池田町立池田中学校
- 豊頃町立豊頃中学校
- 本別町立本別中学校
- 本別町立勇足中学校

#### 足寄郡
- 足寄町立足寄中学校
- 陸別町立陸別中学校

#### 十勝郡
- 浦幌町立浦幌中学校
- 浦幌町立上浦幌中学校

### 釧路総合振興局

#### 釧路市
- 釧路市立阿寒湖義務教育学校
- 釧路市立阿寒中学校
- 釧路市立大楽毛中学校
- 釧路市立北中学校
- 釧路市立共栄中学校
- 釧路市立景雲中学校
- 釧路市立桜が丘中学校
- 釧路市立青陵中学校
- 釧路市立鳥取中学校
- 釧路市立鳥取西中学校
- 釧路市立幣舞中学校
- 釧路市立春採中学校
- 釧路市立美原中学校
- 釧路市立山花中学校
- 釧路市立音別中学校

#### 釧路郡
- 釧路町立昆布森中学校
- 釧路町立遠矢中学校
- 釧路町立富原中学校
- 釧路町立別保中学校

#### 厚岸郡
- 厚岸町立厚岸中学校
- 厚岸町立太田中学校
- 厚岸町立真龍中学校
- 浜中町立霧多布中学校
- 浜中町立茶内中学校
- 浜中町立浜中中学校
- 浜中町立散布中学校

#### 川上郡
- 標茶町立標茶中学校
- 標茶町立虹別中学校
- 標茶町立塘路中学校
- 標茶町立中茶安別中学校
- 弟子屈町立川湯中学校
- 弟子屈町立弟子屈中学校

#### 阿寒郡
- 鶴居村立鶴居中学校

#### 白糠郡
- 白糠町立庶路学園
- 白糠町立白糠学園
- 白糠町立茶路中学校

### 根室振興局

#### 根室市
- 根室市立厚床中学校
- 根室市立落石中学校
- 根室市立光洋中学校
- 根室市立柏陵中学校
- 根室市立歯舞学園（義務教育学校）
- 根室市立海星学校（義務教育学校）

#### 野付郡
- 別海町立上春別中学校
- 別海町立上西春別中学校
- 別海町立上風連中学校
- 別海町立中春別中学校
- 別海町立西春別中学校
- 別海町立野付中学校
- 別海町立別海中央中学校
- 別海町立光進中学校

#### 標津郡
- 中標津町立中標津中学校
- 中標津町立広陵中学校
- 中標津町立計根別学園（義務教育学校）
- 標津町立川北中学校
- 標津町立標津中学校

#### 目梨郡
- 羅臼町立知床未来中学校

## 私立中学校

### 石狩振興局

#### 札幌市中央区
- 北星学園女子中学校

#### 札幌市北区
- 藤女子中学校

#### 札幌市東区
- 札幌大谷中学校
- 札幌光星中学校

#### 札幌市清田区
- 北嶺中学校

#### 札幌市厚別区
- 星槎もみじ中学校

#### 江別市
- 立命館慶祥中学校

#### 北広島市
- 札幌日本大学中学校

### 渡島総合振興局

#### 函館市
- 遺愛女子中学校
- 函館白百合学園中学校
- 函館ラ・サール中学校

### 後志総合振興局

#### 虻田郡
- いずみの学校中等部